# James Paine
James Paine (1717 — 1789) fue un arquitecto inglés. La obra más importante en la que intervino fue Kedleston Hall, en Derbyshire, propiedad de la familia Curzon. Su hijo, también llamado James Paine (1745–1829), fue un reconocido escultor.

## Histórico

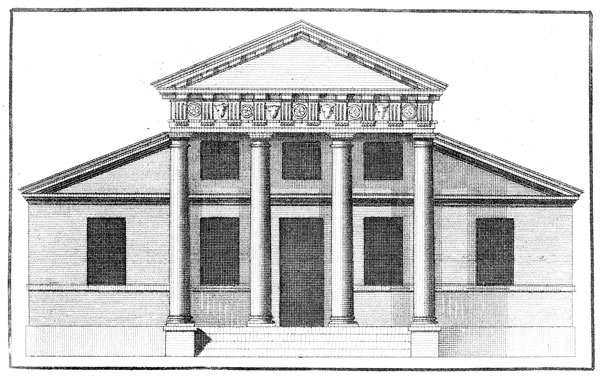
Proyecto de villa con pórtico superpuesto, del libro IV de I Quattro Libri dell'Architettura de Andrea Palladio, en una edición publicada en Londres en 1736.

James Paine es esencialmente un arquitecto palladiano. Aunque comenzó su carrera como escribano y delineante para el priorato de Nostell, realizó muchos proyectos en el área, incluyendo la Heath House en la vila de Heath, entre Nostell y Wakefield. A partir de la década de 1750, comenzó a trabajar por cuenta propia, y proyectó muchas villas, generalmente consistían en un edificio central, con una delgada escalera con dos alas simétricas. La residencia más importante en la que intervino fue Kedleston Hall, Derbyshire, donde sucedió a Matthew Brettingham entre 1759-1760 y sugirió el vestíbulo con columnatas, pero fue sustituido por Robert Adam, que alteró sus dibujos. Por esa misma época, diseñó los grandes establos en Chatsworth House, en el mismo condado. En la década de 1760, fue contratado para reconstruir Worksop Manor. Entre 1770 y 1776, construyó New Wardour Castle en Wiltshire (presentado como la Royal Ballet School de la película Billy Elliot).
Paine ejerció varios cargos, algunas sinecuras, como la Oficina de Obras, culminando con su designación como uno de los dos arquitectos de obras en 1780, pero perdió el cargo en una reorganización efectuada en 1782. Su práctica declinó en sus últimos años y rechazó participar de las modas neoclásicas impuestas por los hermanos Adam. Publicó la mayoría de sus trabajos en dos volúmenes con el título Plans, elevations and sections of Noblemen and Gentlemen's Houses (1767 y 1783).

## Obras
A continuación se citan los más importantes trabajos atribuidos a Paine:

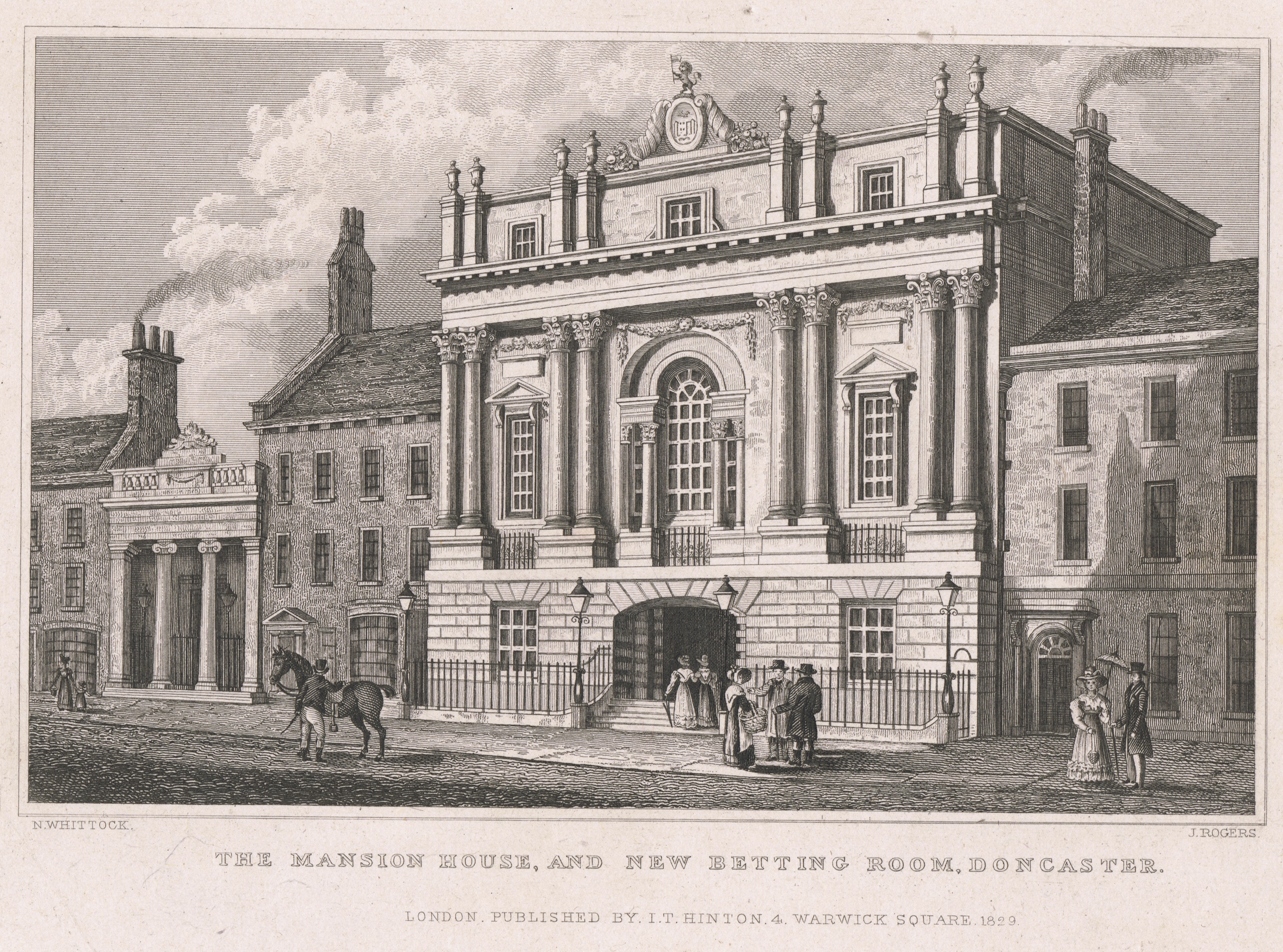
The Mansion House and New Betting Room, Doncaster, por John Rogers y Nathaniel Whittock. Londres : Isaac Taylor Hinton, 1829.

- Nostell Priory, Yorkshire (c.1737–50) interiores acabados por Robert Adam.
- Heath House, Yorkshire (1744–45).
- 17 Cornmarket, Pontefract, Yorkshire, atribuida (c.1745–50).
- Hickleton Hall, Yorkshire, casa y establos (1745–49).
- Mansion House, Doncaster (1745–48).
- Cusworth Hall, Yorkshire (1749–53).
- Wilsford Manor, Lincolnshire, reformas (1749) demolida.
- Wadworth Hall, Yorkshire (c.1749–50).
- 5 Market Place, Pontefract, Yorkshire, atribuida (c.1750–55).
- High Melton Hall, Yorkshire, atribuida (c.1750).
- Sprotbrough Hall, Yorkshire (c.1750).
- Milnsbridge Hall, Milnsbridge, Yorkshire, atribuida (c.1750).
- Bierley Hall, Yorkshire, reforma de interiores (c.1750) demolida.
- The Biggin, Bramham cum Oglethorpe, Yorkshire, reforma (c.1750–56).
- Old Deanery, York, reforma (c.1750).
- Ormsby Hall, South Ormsby, Lincolnshire (1750–56).
- Felbrigg Hall. Norfolk, interiores (1751–56).
- Dinnington Hall, Dinnington, Yorkshire, atribuida (c.1751–57).
- Kirkstall Grange, Headingley, Yorkshire (1752).
- 76 St. Martin's Lane, Castle Street, Londres (1752–54) demolida.
- Cowick Hall, Yorkshire, reformas (1752–60).
- Whitley Beaumont, Yorkshire, interiores (c.1752–54) demolida.
- Blagdon Hall, Northumberland, establos (1753–56).
- Northumberland House, Londres, galería (c.1753–57) demolida.
- Raby Castle, County Durham, interiores (c.1753–60).
- Gibside, County Durham, interiores (1753–67).
- Alnwick Castle, Northumberland, interiores (c.1754–68). Demolida por Anthony Salvin y rehecha en el siglo XIX.
- Coxhoe Hall, Coxhoe, County Durham, reformas (c.1754) demolida.
- 19 St. James's Square, Londres, reformas (c.1754–60)
- Hardwick Hall, Sedgefield, County Durham (c.1754–57).
- Dover House, Whitehall, Londres (1754–58), acabada por Henry Holland en 1787.
- Serlby Hall, Nottinghamshire (1754–73).
- Belford Hall, Northumberland (c.1755–56).
- Wallington Hall, Northumberland, puente (1755).
- Gosforth House, Gosforth, Northumberland (1755–64).
- Middlesex Hospital, Londres (1755–78) demolida.
- Chatsworth House, Derbyshire, reformas (1756–67).
- Norfolk House, London, reformas (c.1756–69).
- Stoke Hall, Derbyshire, atribuida (c.1757).
- Glentworth Hall, Glentworth, Lincolnshire, reformas (1757–66) demolida.
- Ravensworth Castle, County Durham, reformas (c.1758). Demolida en 1808 y reemplazada por John Nash.
- Cavendish Bridge (Wilne Ferry Bridge), Shardlow, Derbyshire (1758–61).
- Stockeld Park, Spofforth, North Yorkshire (1758–63).
- Axwell House, County Durham (1758).
- Bingley St Ives, Yorkshire (1759).
- Kedleston Hall, Derbyshire (1759–63). Reformada por Matthew Brettingham y Robert Adam.
- Bywell Hall, Northumberland (c.1760).
- Brocket Hall, Hertfordshire (c.1760–75) reformas.
- Bramham Park, Yorkshire, atribuida (c.1760).
- 47 Leicester Square, Londres, atribuida (1760–61). Atribuida también a William Chambers) .
- Devonshire House, Londres, interiores (1760).
- Worksop Manor, Nottinghamshire (1761–67) demolida.
- Forcet Park, Yorkshire, Banqueting House (c.1762) demolida.
- Arundel Castle, Sussex, reformas (1762).
- 14 Downing Street, Londres, reformas (c.1763–6) demolida.
- Sandbeck Park, Yorkshire (c.1763–68).
- Gopsall Hall, Gopsall, Leicestershire (c.1764)
- The Duke of Norfolk's Palace, Norwich (c.1764) demolida.
- Thorndon Hall, Essex (1764–70).
- 77–78 Strand, Londres (1765–73) demolida.
- Weston Park, Staffordshire (c.1765–66); puente y templete de Diana (c.1770).
- Lumley House, South Audley Street, Londres, reformas (1766).
- 17 St. James's Square, Londres (1766).
- Lord Petre's House, Park Lane, Londres (1766–70) demolida.
- Melton Constable Hall, Melton Constable, Norfolk, atribuida (c.1767).
- North End House, Hampstead, Middlesex (1767).
- St Paul's Walden Bury, Hertfordshire, atribuida (1767).
- Burton house, Lincolnshire, reformas (1767–71).
- Britwell house, Britwell Salome, Oxfordshire, atribuida (c.1768).
- Hare Hall, Romford, Essex (1768–70).
- 79 Pall Mall, Londres (1769–71) demolida.
- Shrubland Park, Suffolk (c.1769–72). Reformada por Charles Barry.
- 28 Sackville Street, Londres (c.1770).
- Moor Park, Surrey, atribuida, reformas (c.1770–75).
- Bagshot Park, Surrey, interiores (1770–72). Reformada en 1877 por Benjamin Ferrey.
- Cowick Hall, reformas (1752–1760).
- Chillington Hall, Staffordshire, puente (c.1770) y templetes (1772–73).
- St. Anne's Soho Parish Workhouse, Londres (1770–71).
- Wardour Castle, Wiltshire (1770–76).
- 59 Strand, Coutts Bank, Londres, reformas (1770–71 y 1781–83) demolida.
- Gaines Hall, Upminster, Essex (1771–76).
- Academy for the Society of Artists, Strand, Londres (1771–72) demolida.
- Sayes Court, Surrey, reformas (c.1773).
- Melbourne House, Londres (1773).
- 37 King Street, Covent Garden, Londres (1773–74).
- Hill House, Hampton, Londres, reformas (1774–75).
- Richmond Bridge, Londres (1774–77).
- 105 Pall Mall, London, reformas (1779–81) demolida.
- Chertsey Bridge, Surrey (c.1780–85).
- Kew Bridge, Surrey (1783–89).
- Walton Bridge, Surrey, segundo puente (c.1783).
- Middleton Lodge, Middleton (West Yorkshire).[2]

## Galería de imágenes

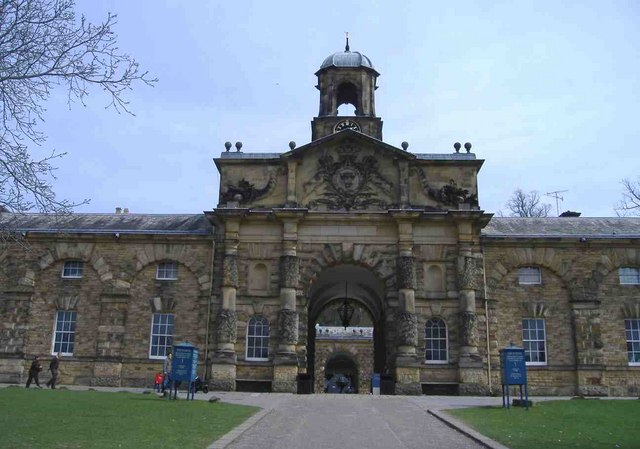
Chatsworth House, Derbyshire, establos.
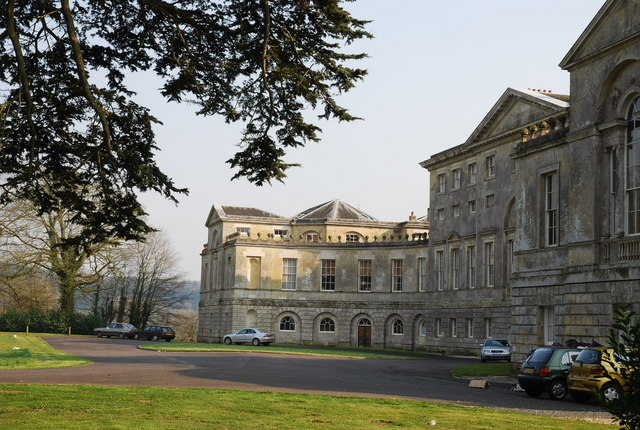
New Wardour Castle, Wiltshire.
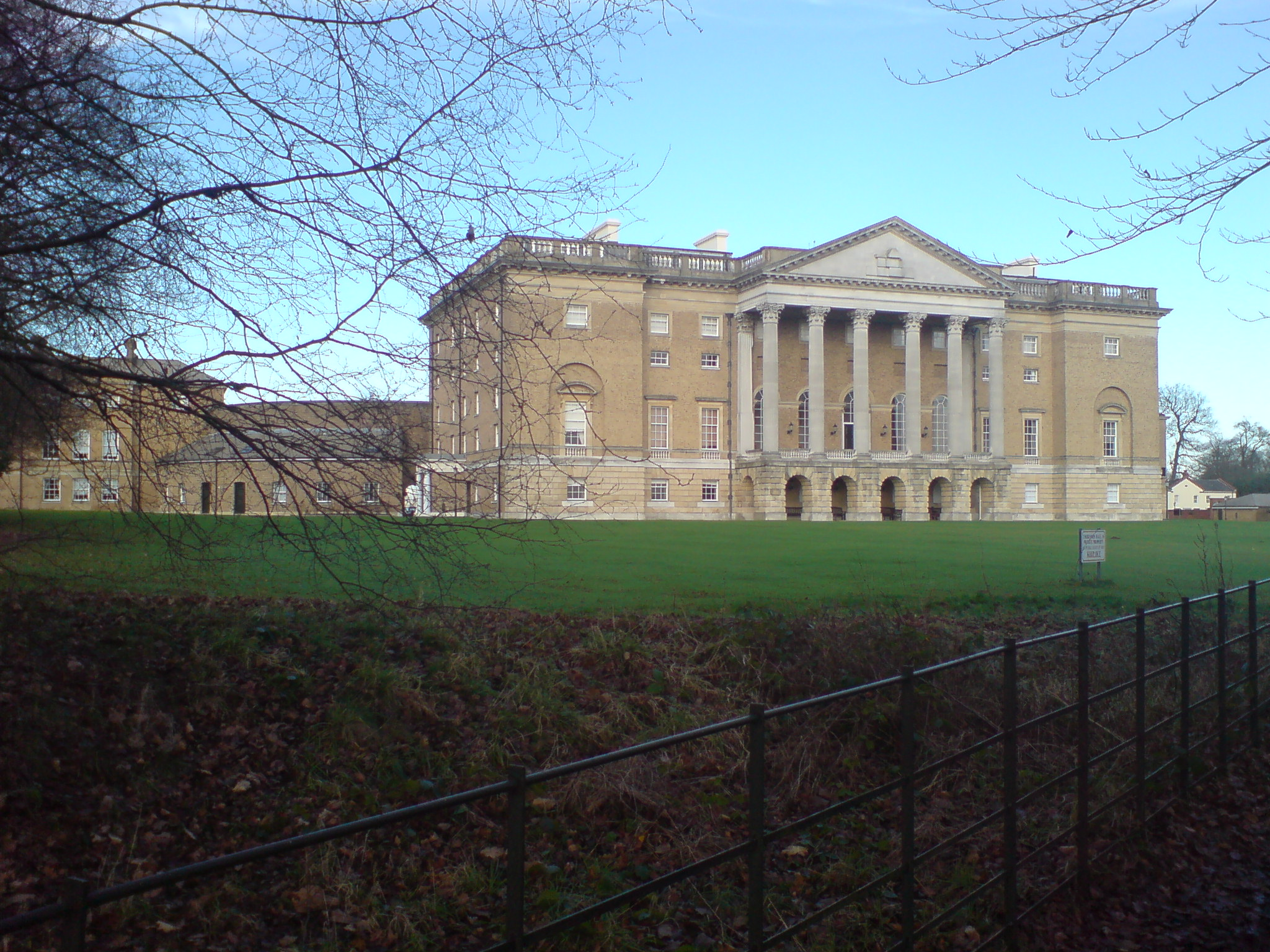
Thorndon Hall, Essex.
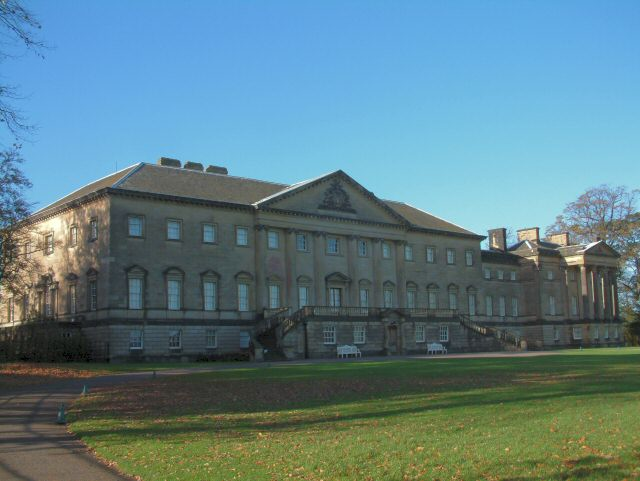
Nostell Priory, Yorkshire.
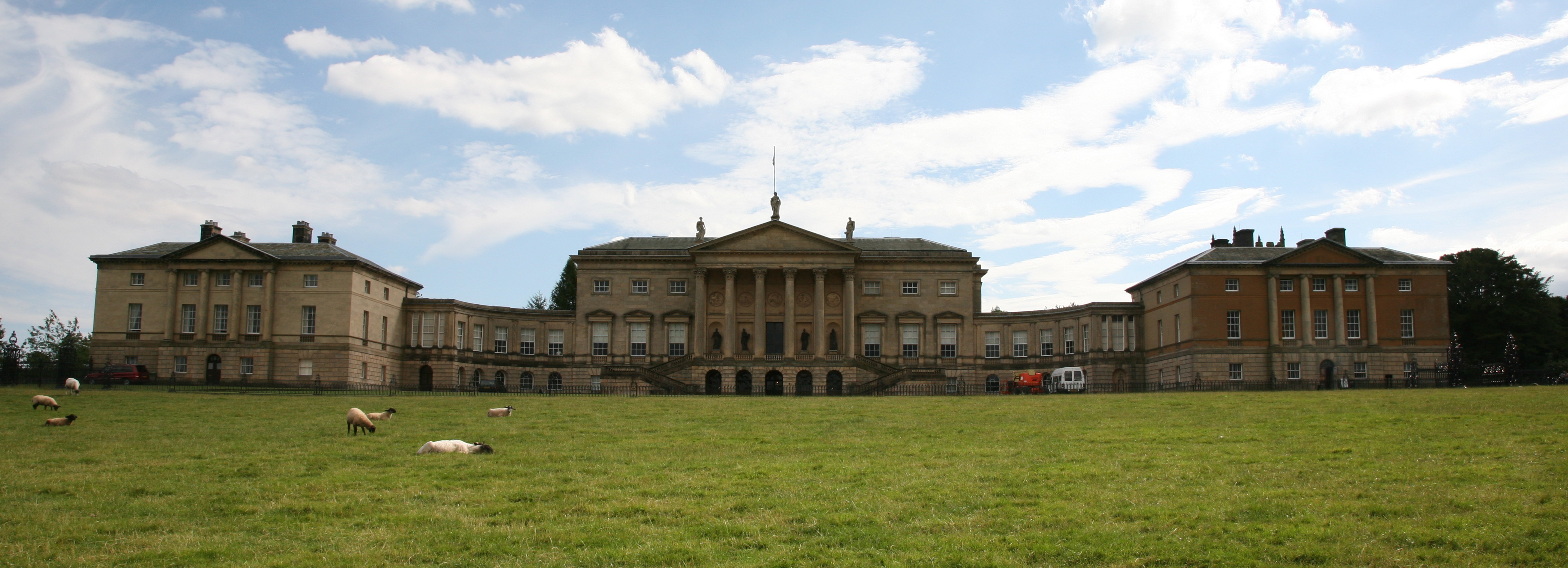
Kedleston Hall, Derbyshire, fachada norte.
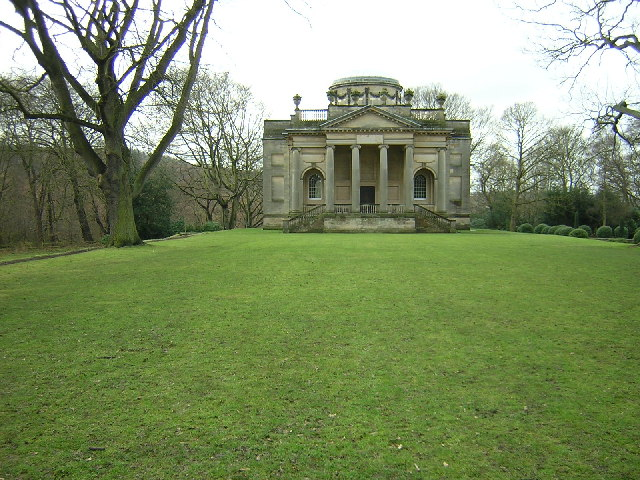
Gibside Chapel, County Durham.
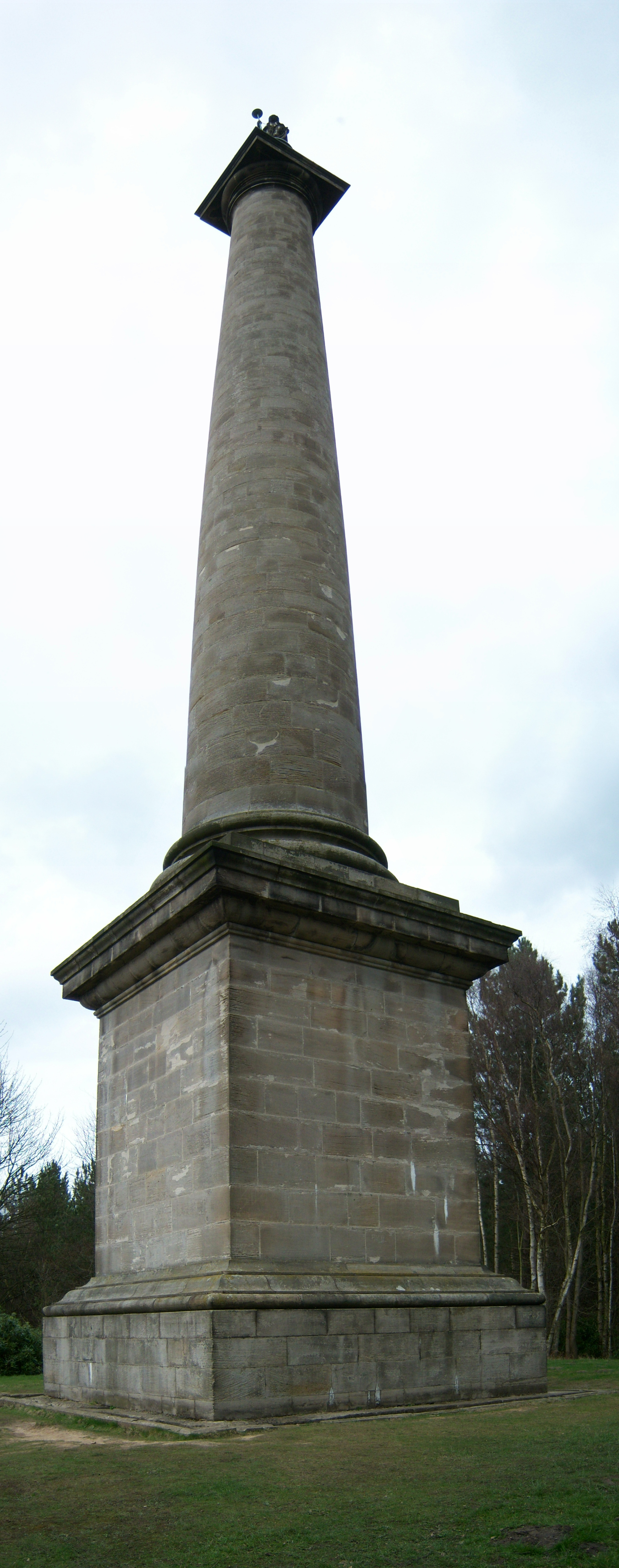
Gibside, columna de la libertad.
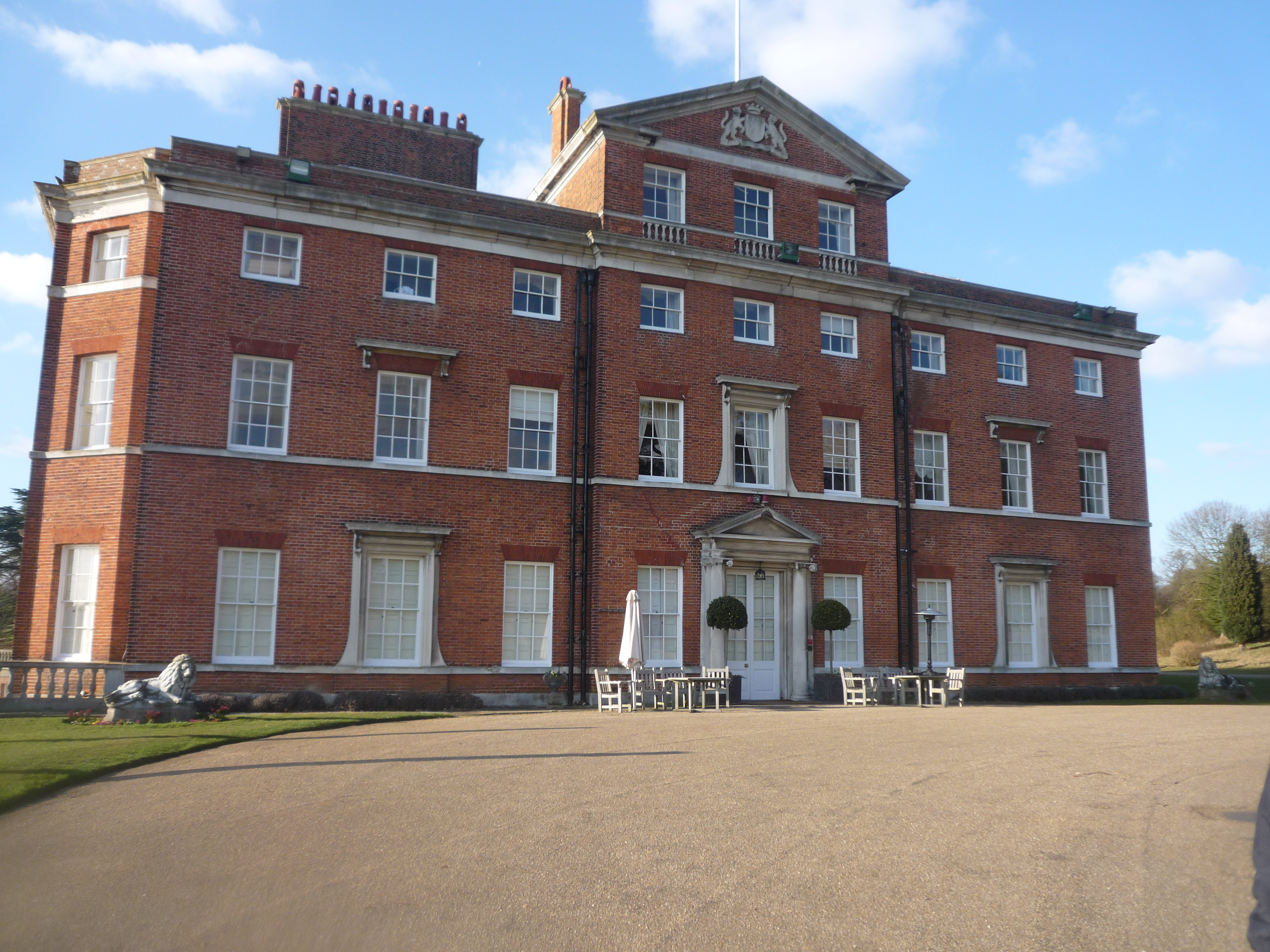
Entrada principal, Brocket Hall.
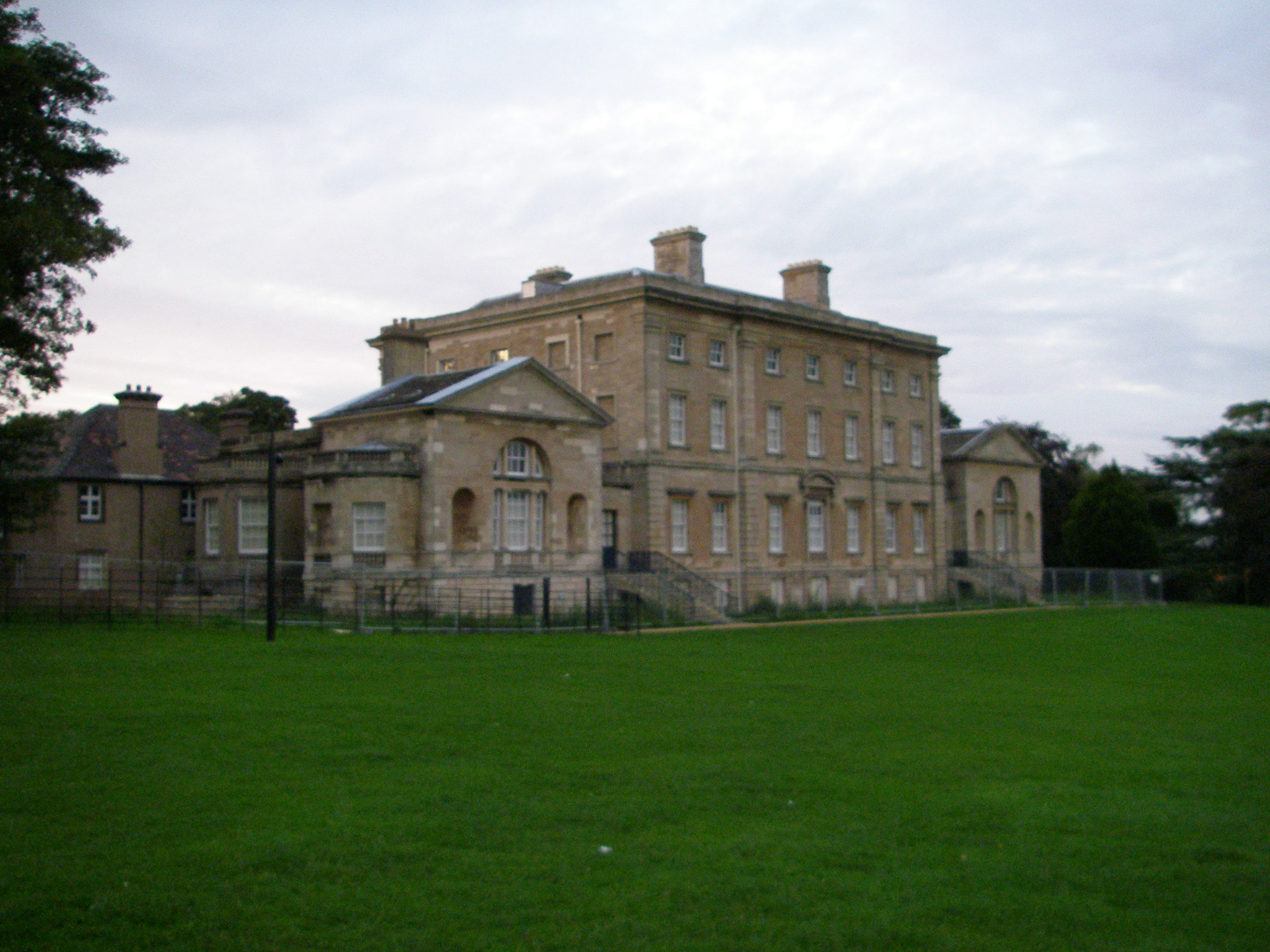
Cusworth Hall.
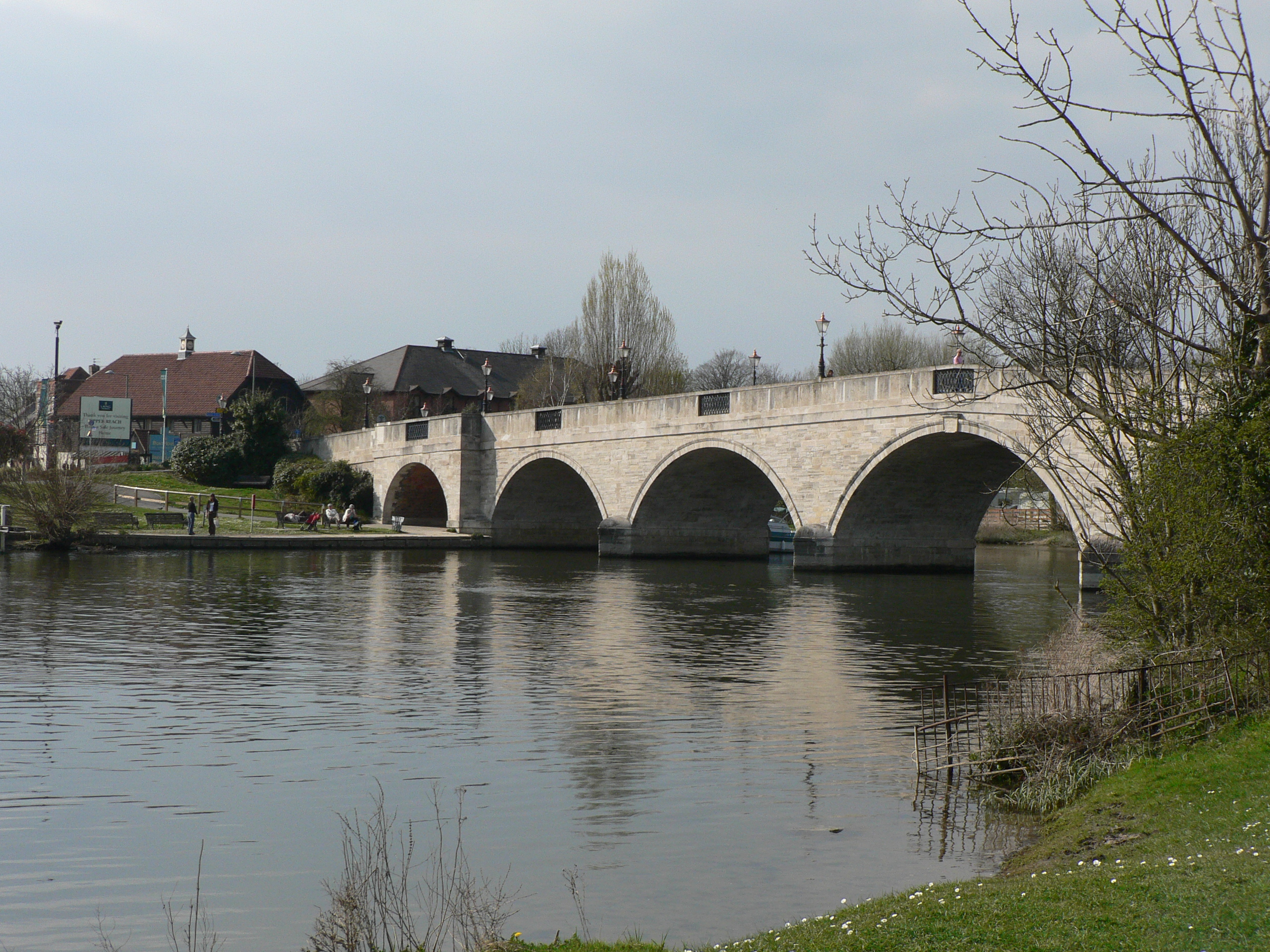
Chertsey Bridge, Surrey.
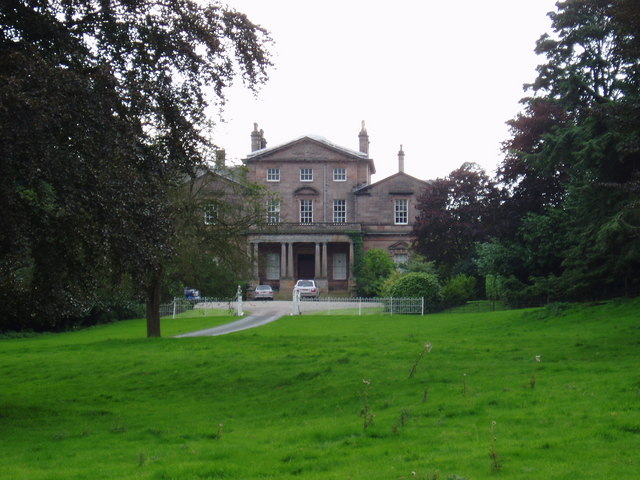
Stockeld Park, Yorkshire.
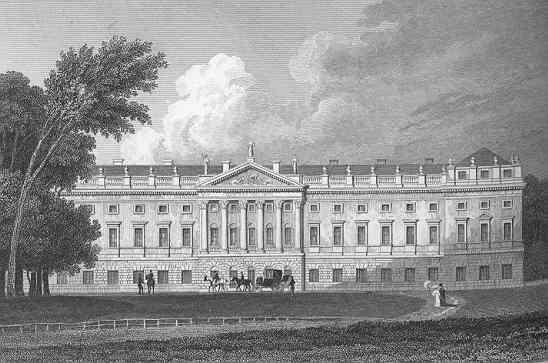
Worksop Manor, Nottinghamshire, demolida.
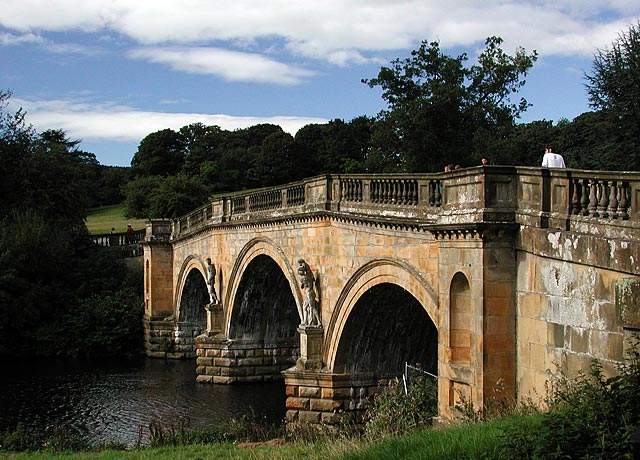
Puente sobre el río Derwent, en Chatsworth House, Derbyshire.
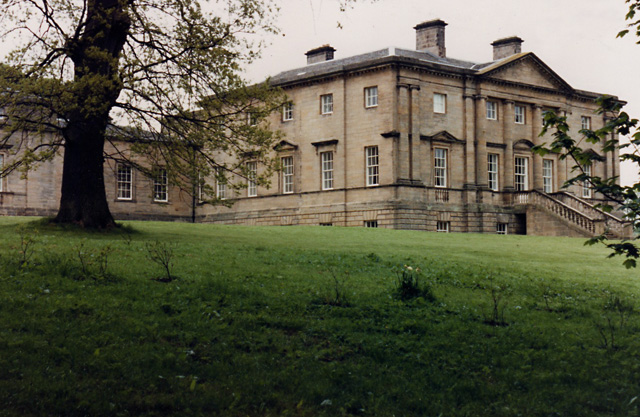
Belford Hall, Northumberland.
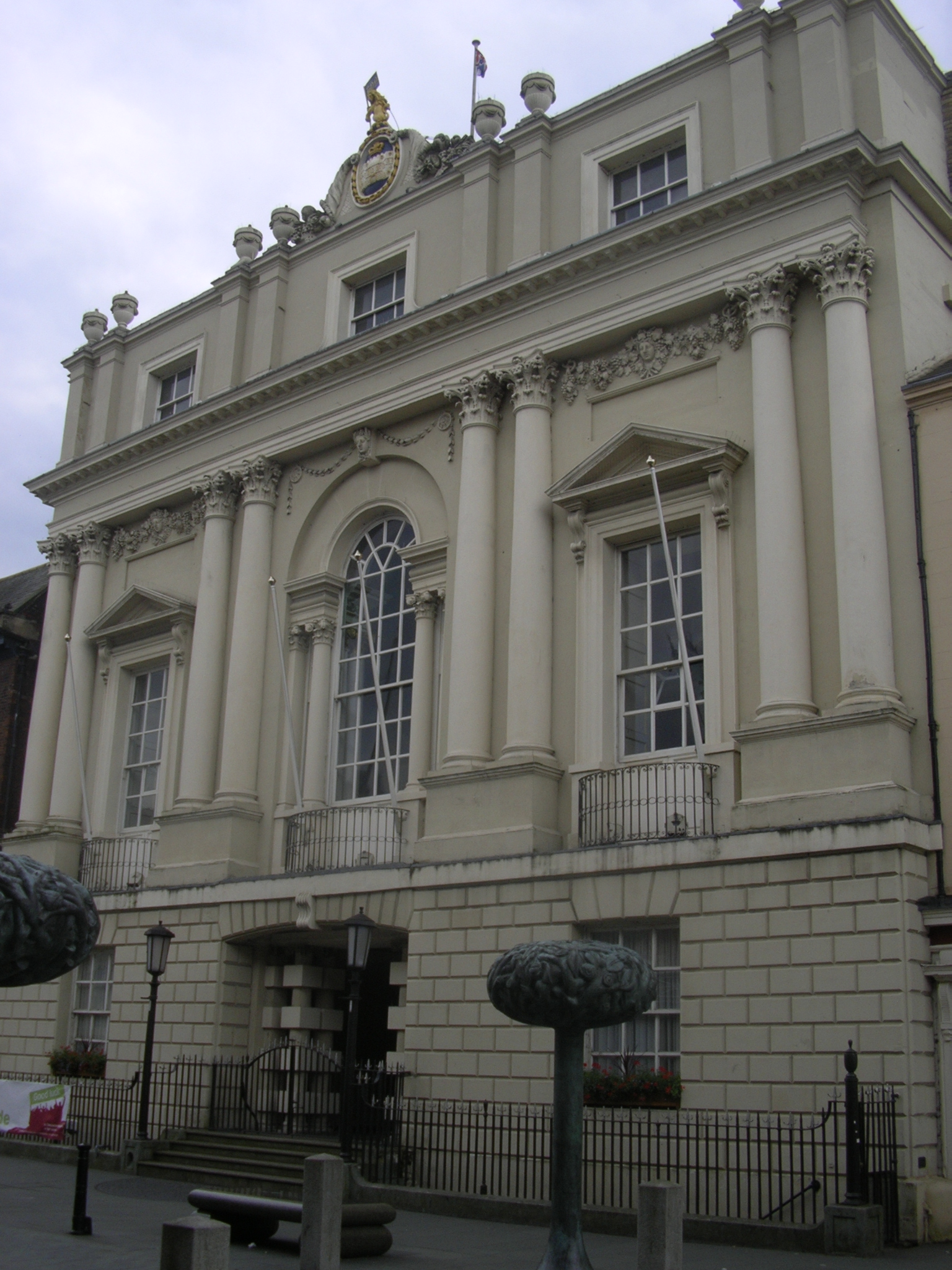
Mansion House, Doncaster, Yorkshire.
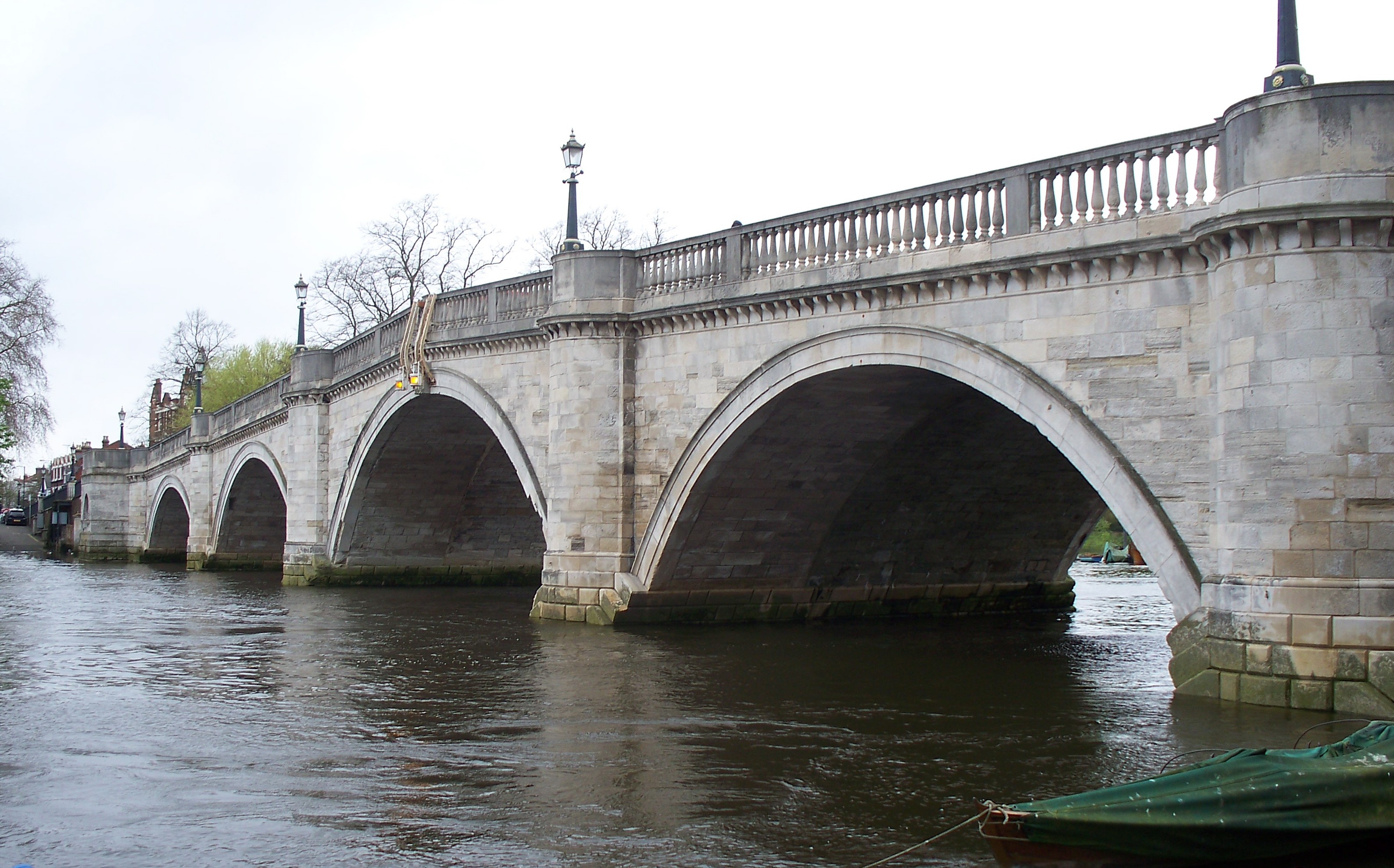
Richmond Bridge, Richmond, Londres.